# Hugo Lemcke

Historiker Hugo Lemcke 1897

Hugo Lemcke (* 5. Dezember 1835 in Pasewalk; † 8. August 1925 in Stettin) war ein deutscher Historiker. Er war von 1873 bis 1925 Vorsitzender der Gesellschaft für pommersche Geschichte und Altertumskunde.

## Leben und Leistungen
Hugo Karl Heinrich Lemcke wurde am 5. Dezember 1835 in Pasewalk geboren, wo sein Vater Kaufmann und Besitzer einer Stärkefabrik war. Von 1845 bis 1849 besuchte er in Pasewalk die Höhere Bürgerschule, von 1850 bis 1855 in Stettin das Vereinigte Königliche und Stadt-Gymnasium. Anschließend studierte er klassische Philologie, Germanistik und Geschichte an der Universität Leipzig, der Universität Bonn und der Universität Greifswald. In Bonn wurde er im Wintersemester 1856 Mitglied der Burschenschaft Frankonia, in Greifswald wurde er im Sommersemester 1858 Mitglied in der Burschenschaft Rugia.
Lemcke entschied sich für den Lehrerberuf. Von 1858 bis 1860 war er Lehrer an der Bürgerschule in Bütow, anschließend Hilfslehrer am Vereinigten Königlichen und Stadt-Gymnasium in Stettin, seiner alten Schule. 1861 bestand er das Examen für das Höhere Lehramt. Er blieb als Gymnasiallehrer zunächst am Vereinigten Königlichen und Stadt-Gymnasium, das 1869 in das Stadtgymnasium und in das Marienstiftsgymnasium aufgeteilt wurde. 1873 wurde er Oberlehrer am Marienstiftsgymnasium. 1877 erhielt er den Titel eines Gymnasialprofessors. 1881 wurde er als Nachfolger von Franz Kern Direktor des Stadtgymnasiums. 1906 trat er in den Ruhestand, zu diesem Anlass wurde ihm der Titel Geheimer Regierungsrat verliehen.

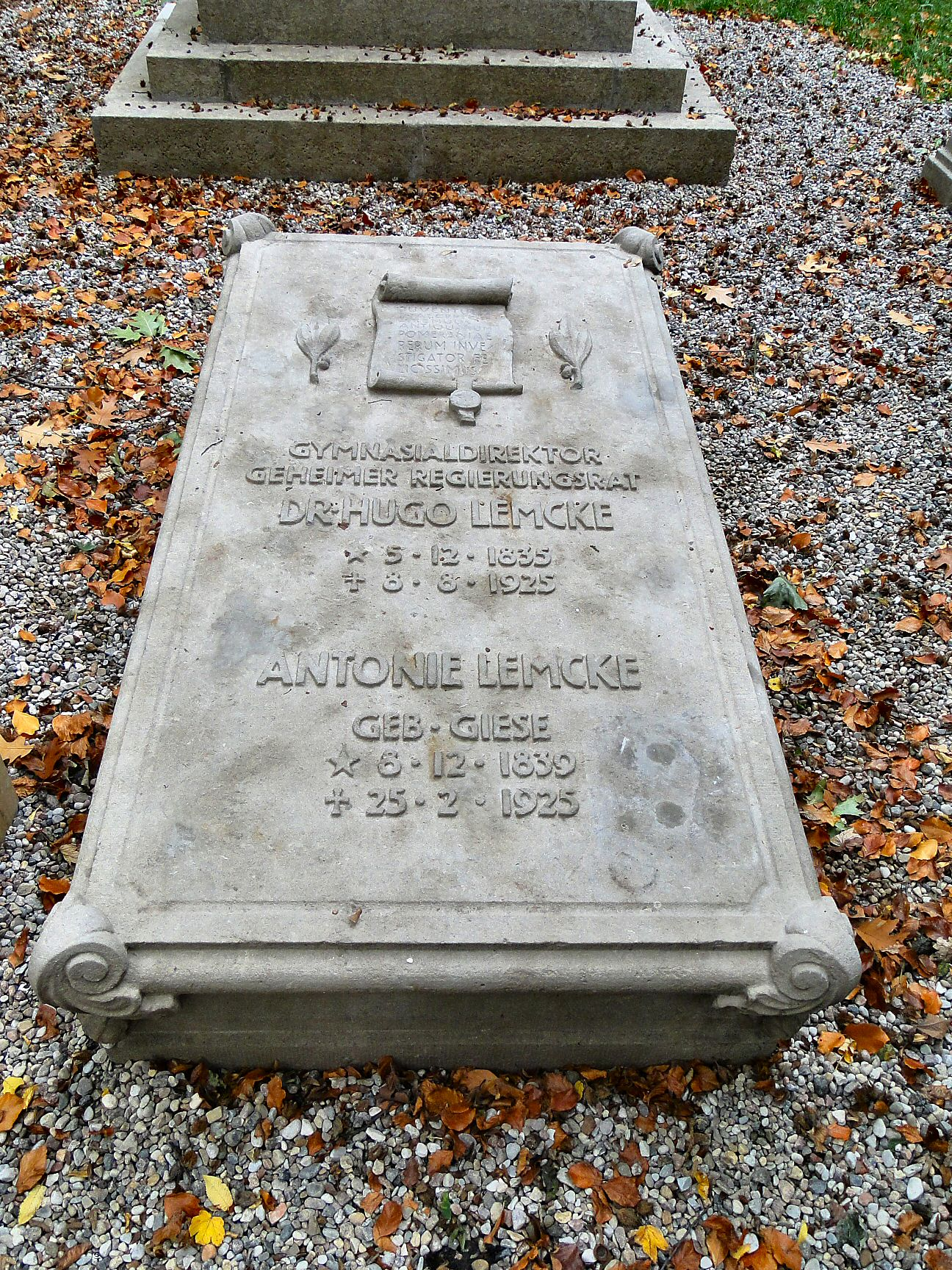
Grab Lemckes und seiner Gattin auf dem Hauptfriedhof Stettin

Lemcke beteiligte sich an der städtischen und kirchlichen Selbstverwaltung. Von 1875 bis 1882 war er Stadtverordneter der Stadt Stettin. Ab 1877 war er Gemeindevertreter, dann von 1892 bis 1906 Kirchenältester der Jakobigemeinde.
Lemcke heiratete 1864 Antonie Giese (* 1839), eine Tochter des Pfarrers Samuel Friedrich Giese. Aus der Ehe gingen drei Söhne und zwei Töchter hervor.
Am 8. August 1925 starb Lemcke in Stettin, nicht einmal sechs Monate nach dem Tod seiner Ehefrau. Er wurde auf dem Hauptfriedhof Stettin bestattet, wo sich sein Grab heute in gepflegtem Zustand findet.
Lemcke befasste sich engagiert mit der Geschichte Pommerns, wobei seine Tätigkeit als erfolgreicher Wissenschaftsorganisator gegenüber seinen eigenen Forschungen überwog. 1868 trat er der Gesellschaft für pommersche Geschichte und Altertumskunde bei. Von 1873 bis 1925 war er ihr Vorsitzender. Unter seiner Leitung nahm der Verein einen deutlichen Aufschwung. Die Zeitschrift Baltische Studien erschien wieder regelmäßig, seit 1887 erschienen daneben die Monatsblätter der Gesellschaft für pommersche Geschichte und Altertumskunde. Die Zahl der Mitglieder erhöhte sich von ca. 250 auf ca. 800. Von 1894 bis zu seinem Tode war er daneben Provinzialkonservator der Provinz Pommern. In dieser Eigenschaft gab er die Buchreihe Die Bau- und Kunstdenkmäler für die Provinz Pommern heraus, von der er 14 Bände von 1898 bis 1914 vorlegen konnte.

## Auszeichnungen

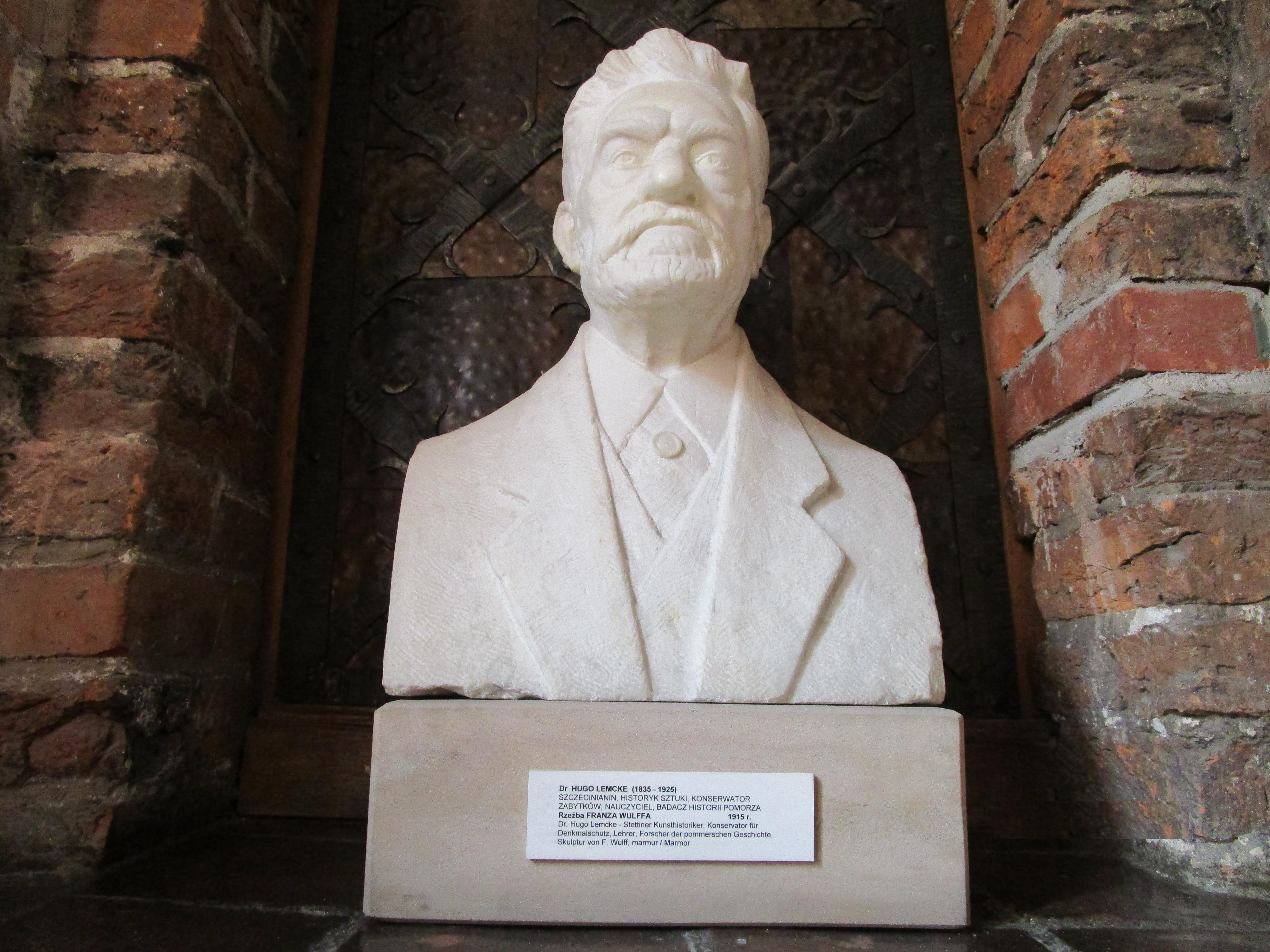
Büste von Hugo Lemcke – von Franz Wulff, Marmor 1915

- Ehrendoktor der Universität Greifswald, 1898
- Preußischer Kronenorden III. Klasse, 1903
- Roter Adlerorden IV. Klasse, 1890
- Roter Adlerorden III. Klasse, 1903
- Roter Adlerorden III. Klasse mit Schleife, 1913
- Verdienstkreuz für Kriegshilfe, 1918

Eine Büste von Hugo Lemcke, ein Werk des Stettiner Bildhauers Franz Wulff, wurde 1915 in der Altertumssammlung des Stettiner Stadtmuseums aufgestellt. Diese Marmorbüste von 1915 befindet sich auch heute (2016) im Stettiner Stadtmuseum.

## Schriften (Auswahl)
- Hat Thucydides das werk des Herodot gekannt? In: Programm des Marienstifts-Gymnasiums zu Stettin. Stettin 1873, S. 1–20 (Scan in der Google-Buchsuche).
- Kalendarium und Nekrolog des Carthäuser-Klosters Marienkron bei Rügenwalde. In: Baltische Studien. N. F., Band 26, 1876, S. 116–141 (Digitalisat bei der Digitalen Bibliothek Mecklenburg-Vorpommern).
- Die älteren Stettiner Straßennamen. Léon Saunier, Stettin 1881 (eingeschränkte Vorschau in der Google-Buchsuche).
- Studierende aus Pommerschen und anderen Adelsgeschlechtern auf dem Pädagogium, später Gymnasium Academicum, aufgenommen 1543 und 1576 – 1665. Mitgetheilt aus der Stiftungsurkunde und dem Album studiosorum. In: Vierteljahrsschrift für Heraldik, Sphragistik und Genealogie. IX. Jg., 1881, S. 71–89 (Digitalisat bei der Universitäts- und Landesbibliothek Düsseldorf).
- Das älteste Schöffenbuch von Freienwalde in Pommern. In: Baltische Studien. N. F., Band 32, 1882, S. 1–72 (Digitalisat bei der Digitalen Bibliothek Mecklenburg-Vorpommern).
- Beiträge zur Geschichte der Stettiner Ratsschule in fünf Jahrhunderten. 1. Teil: Urkunden. 1. Abt.: Bis zum Jahre 1650. Herrcke & Lebeling, Stettin 1893, OCLC 761504285 (mehrere Bände bis 1904).
- Die Bau- und Kunstdenkmäler des Regierungsbezirks Stettin. Stettin 1898 ff., OCLC 974164867 (14 Bände bis 1914).
- Liber beneficiorum domus Corone Marie prope Rugenwold 1406–1528 (= Quellen zur pommerschen Geschichte. Band 5). Léon Saunier, Stettin 1919, DNB 580544400 (eingeschränkte Vorschau in der Google-Buchsuche).